# Гуляй-Поле
Гуля́й-По́ле (рос. Гуляй-Поле) — присілок у складі Сладковського району Тюменської області, Росія.
Населення — 107 осіб (2010, 145 у 2002).
Національний склад станом на 2002 рік:
- росіяни — 84 %